# Woonplaats

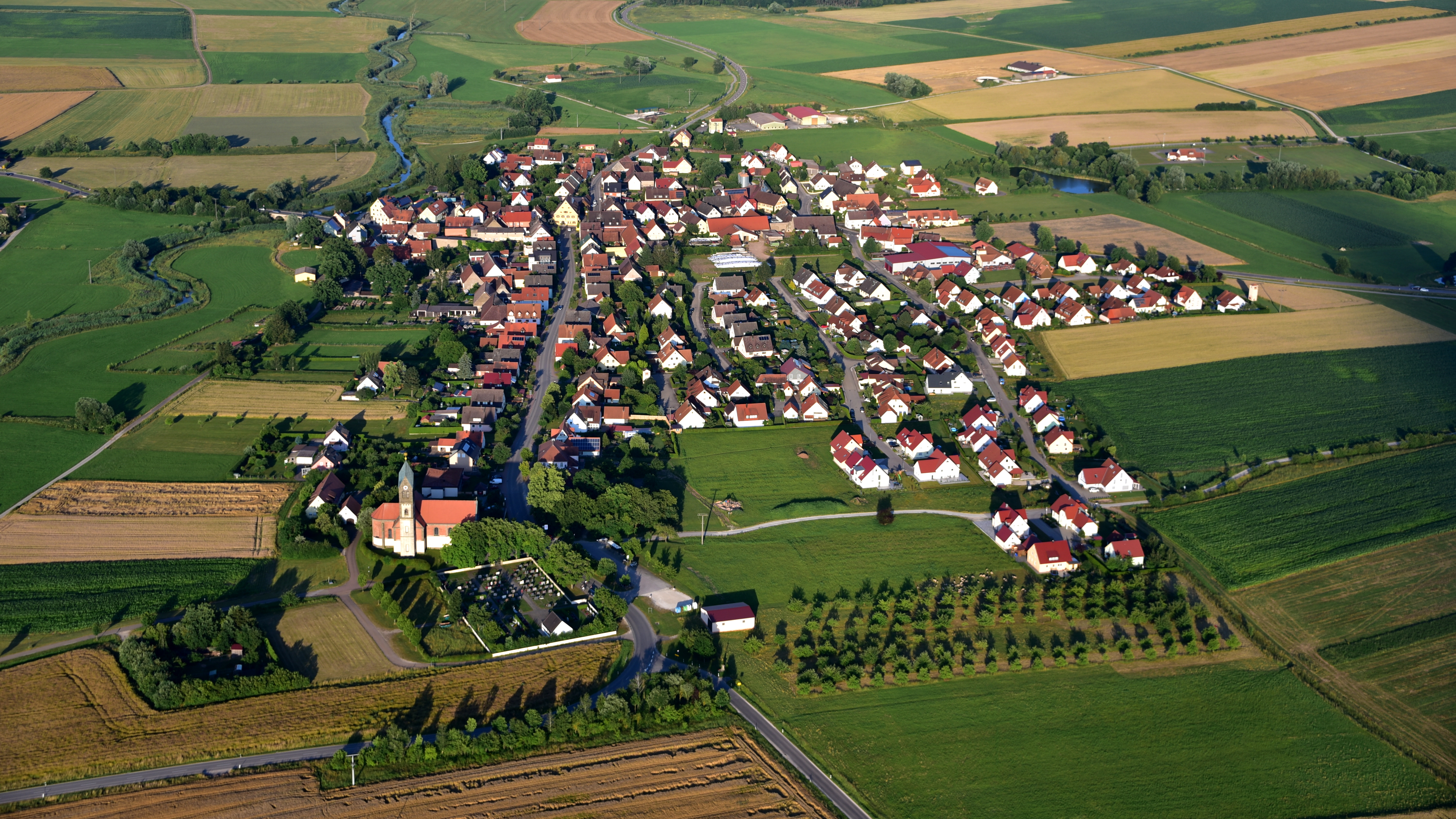
Grossenried, een woonkern (Ortsteil) in de Duitse gemeente Bechhofen

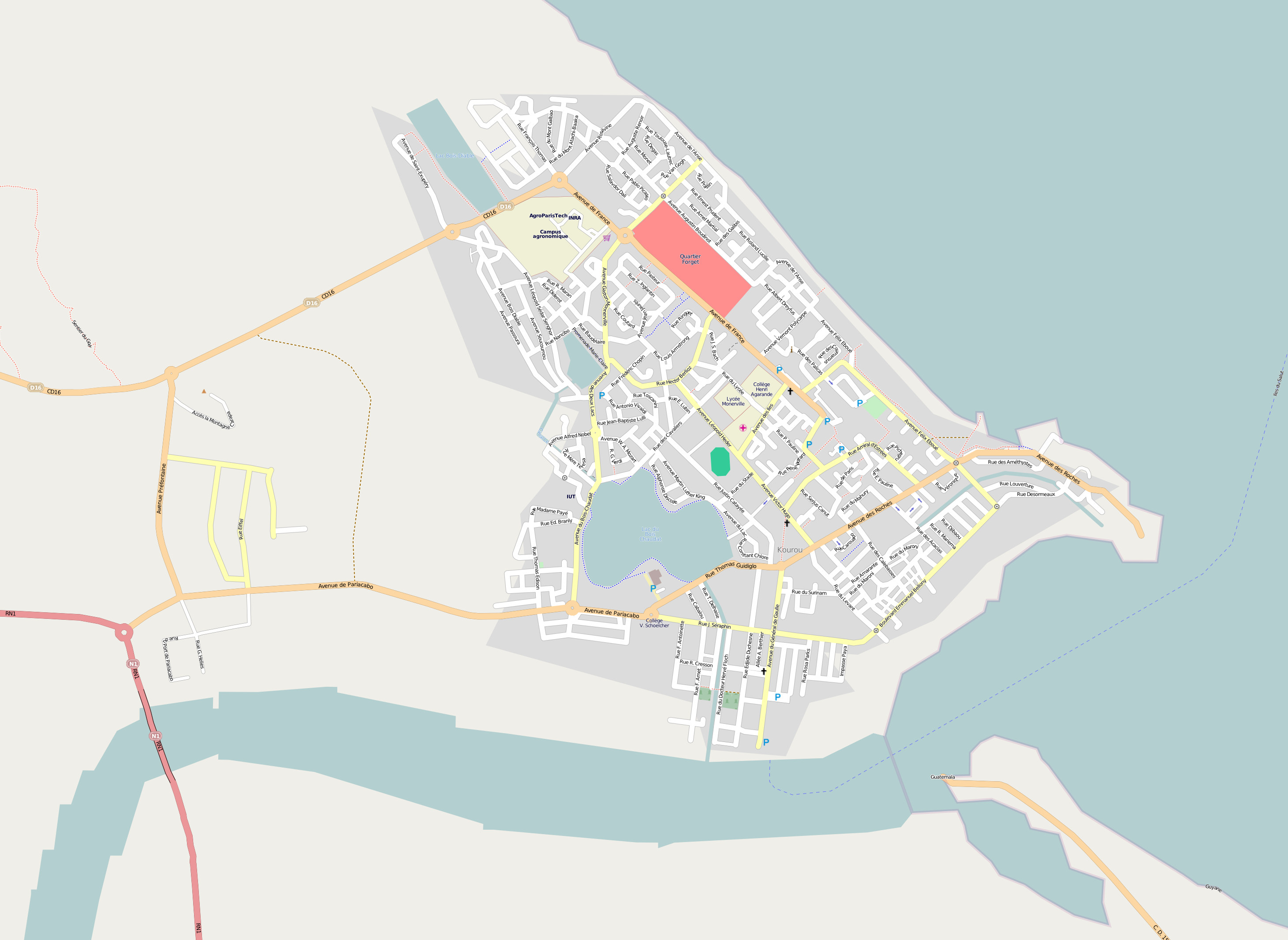
Kourou (Frans-Guyana)

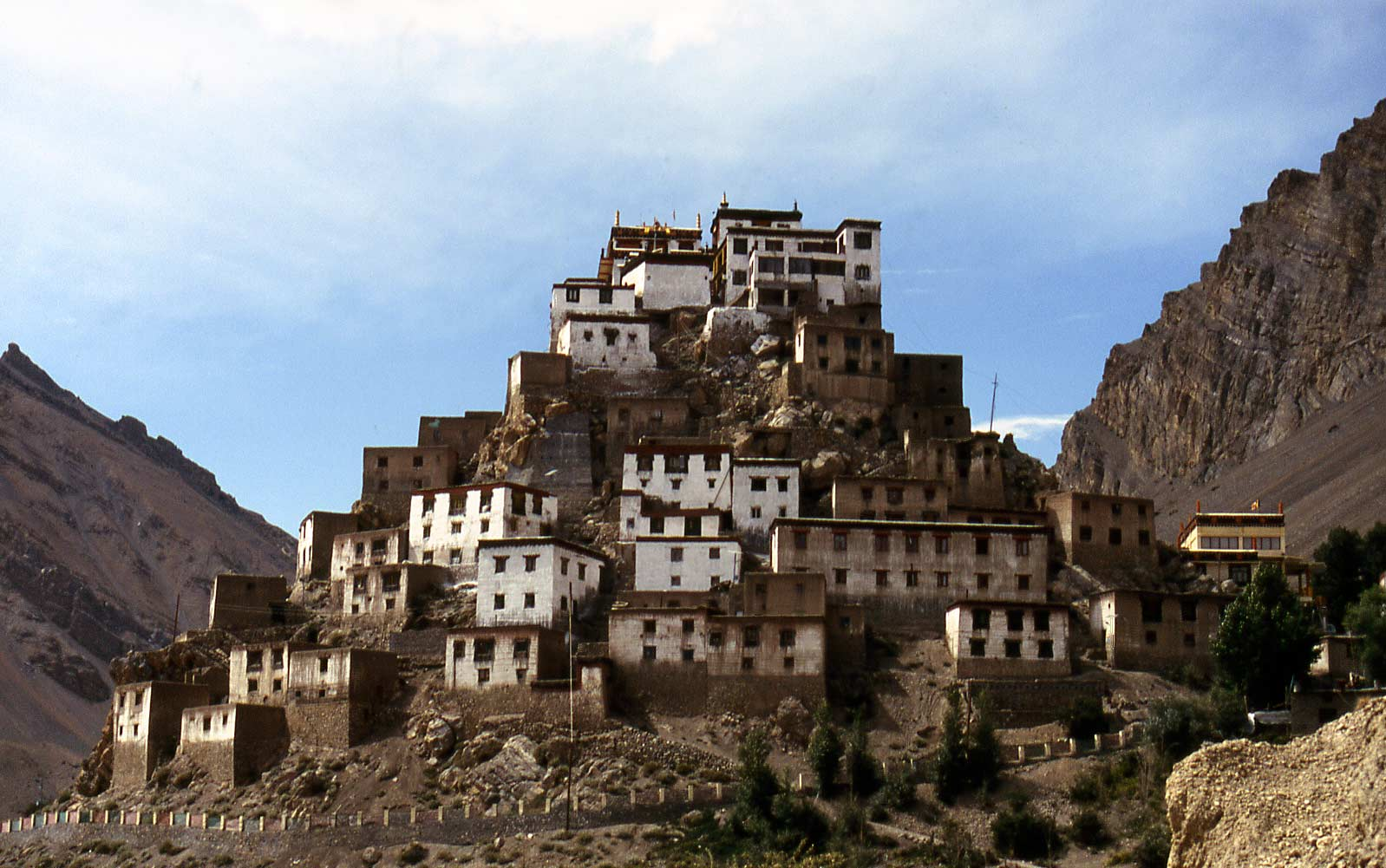
Nederzetting Lahul and Spiti

Woonplaats, soms ook woonkern, is een relatief dichtbevolkt gebied met bewoning, vergelijkbaar met het begrip nederzetting. Een woonplaats kan zowel een losliggende kern van bij elkaar wonende mensen zijn, als ook een aantal in elkaar overlopende kernen. Dit laatste gebeurt meestal bij de groei van één bepaalde kern die zich naar andere plaatsen uitstrekt, of er is sprake van groei van meerdere kernen.
Woonplaats is in België en Nederland ook de kern waar een burger staat ingeschreven in het bevolkingsregister.
Een woonplaats kan de vorm hebben van:
Klein
- buurschap
- buurt
- buurtschap

Groter
- dorp
- gehucht
- vlek

Grootste woonplaatsen
- stad
- metropool

## Extreme woonplaatsen/nederzettingen
- Oudste: Dolní Vêstonice (Tsjechië), 27.000 v.Chr.
- Grootste: Tokio (Japan), 27,4 miljoen inwoners
- Koudste: Ojmjakon/Tomtor (Siberië), gem. jaartemperatuur -16,5 °C
- Warmste: Dallol (Ethiopië), gem. jaartemperatuur: 34,4 °C
- Noordelijkst gelegen: Alert (Canada), 82°30'06 NB 62°19'47 WL
- Zuidelijkst gelegen: Puerto Toro (Chili), 55°05′ ZB 67°04′ WL / Zuidpoolstation Amundsen-Scott (Zuidpool), 90°00' ZB
- Laagst gelegen: Kalia, Ein Gedi, Massada, Ein Bokek (alle aan de Dode Zee), 400 m onder zeeniveau
- Hoogst gelegen: Wenzhuan (Tibet) / La Rinconada (Peru), beide op 5100 m
- Meest afgelegen: Edinburgh-of-the-Seven-Seas (Tristan da Cunha), dichtstbijzijnde andere bewoonde plaats is Jamestown op Sint-Helena, op een afstand van 2334 km

## Woonplaats in Nederland
In Nederland is het duidelijkste kenmerk van de categorisering woonplaats dat de naam van de woonplaats onderdeel is van elk formeel adres, zoals dat bijvoorbeeld in de postale adressering wordt gebruikt. De Nederlandse gemeenten zijn verantwoordelijk voor de begrenzing en benaming van woonplaatsen. Volgens dit formele begrip is heel Nederland dus verdeeld in woonplaatsen (gebiedsdekkend) en zijn er dus ook woonplaatsen waar niet of maar (heel) weinig gewoond wordt.